# Nikolai Kiselev
Nikolai Ivanovitch Kiselev (en russe : Николай Иванович Киселёв), né le 29 novembre 1946 à Kinechma à l'époque en URSS et aujourd'hui en Russie, est un joueur de football russe (international soviétique) qui évoluait au poste de milieu de terrain, avant de devenir ensuite entraîneur.

## Biographie

### Carrière de joueur

#### Carrière en club
Avec le Spartak Moscou, il remporte un titre de champion d'URSS et une Coupe d'URSS.
Avec cette équipe, il dispute 148 matchs en première division soviétique, inscrivant 17 buts. Il réalise sa meilleure saison lors de l'année 1971, où il marque 5 buts.
Il joue par ailleurs deux matchs en Coupe d'Europe des clubs champions avec le Spartak lors de l'année 1970.

#### Carrière en sélection
Avec l'équipe d'URSS, il joue 14 matchs, sans inscrire de but, entre 1969 et 1971. 
Il joue son premier match en équipe nationale le 20 février 1969 en amical contre la Colombie. Il reçoit sa dernière sélection le 27 octobre 1971 lors d'un match contre l'Espagne dans le cadre des éliminatoires du championnat d'Europe 1972.
Il figure dans le groupe des sélectionnés lors de la coupe du monde de 1970. Lors du mondial organisé au Mexique, il joue trois matchs : contre la Belgique, le Salvador, et enfin l'Uruguay.

### Carrière d'entraîneur
Il dirige les joueurs soviétiques lors de la Coupe du monde des moins de 20 ans 1983 organisée au Mexique.

## Palmarès
| Spartak Moscou - Championnat d'URSS (1) : - Champion : 1969. - Vice-champion : 1968. - Coupe d'URSS (1) : - Vainqueur : 1971. - Finaliste : 1972. |  | \| Al Ansar - Championnat du Liban (1) : - Champion : 1994. - Coupe du Liban (1) : - Vainqueur : 1994. \| \| Banants Erevan - Championnat d'Arménie : - Vice-champion : 2006. \| |
| Al Ansar - Championnat du Liban (1) : - Champion : 1994. - Coupe du Liban (1) : - Vainqueur : 1994.                                               |  | Banants Erevan - Championnat d'Arménie : - Vice-champion : 2006. |